# シェリル・ルーサー
シェリル・ルーサー（Cheryl Rusa、1961年7月20日 - ）は、アメリカ合衆国の女子プロレスラー、スタントウーマン、女優。カリフォルニア州ロサンゼルス出身。

## 来歴
ボディビルで活躍していたが、女子プロレス番組「GLOW」がきっかけでプロレスに興味を持ち、1988年に同番組でデビュー。1993年には「パーティ・アニマル」のリングネームでPPVに出場。
LPWAにも参戦し、「リトル・モー」のリングネームでレジー・ベネット（ビッグ・モー）とのタッグ「ロコモーション」として活躍。
1991年から1992年にかけてジャパン女子プロレスに来日。ロッキン・ロビンやキューティー鈴木とタッグを組んだ。

## 獲得タイトル
- AIWA女子王座
- PCCW女子王座